# Paul Foster-Bell
Paul Ayers Robert Foster-Bell (sinh tháng 3 năm 1977) là một cựu nhà ngoại giao New Zealand, một chính khách và là thành viên danh sách của Hạ viện từ tháng 5 năm 2013 đến 2017. Ông là thành viên của Đảng Quốc gia và là một nhà quân chủ. Ông đã không giành được đề cử của đảng cho bầu cử Whangarei vào tháng 3 năm 2014, nhưng vẫn ở trong Quốc hội với tư cách là một nghị sĩ trong danh sách cho nhiệm kỳ sau.

## Tuổi thơ
Foster-Bell được sinh ra ở Whangarei vào năm 1977 và lớn lên tại một trang trại thịt bò ở khu vực Portland. Cha mẹ anh là Bob và Alyse Foster-Bell. Ông học trường tiểu học Otaika, trường trung cấp Raumanga và Trường Trung học Whangarei Boys'. Ông học tại Dunedin, lấy bằng khảo cổ học (2003) và bằng tốt nghiệp kinh doanh (2008) từ Đại học Otago. Ông là người gốc Anh, Scotland, Ailen, Bồ Đào Nha và Māori.

## Đời tư
Năm 2016 Foster-Bell tuyên bố rằng ông là người đồng tính để đáp lại những nhận xét của nhà lãnh đạo Destiny Church Brian Tamaki liên quan đến người đồng tính.